# Le Temps d'aimer (chanson de Dalida)
Pour les articles homonymes, voir Le Temps d'aimer.
Singles de Dalida
La pensione bianca Parce que je ne t'aime plus

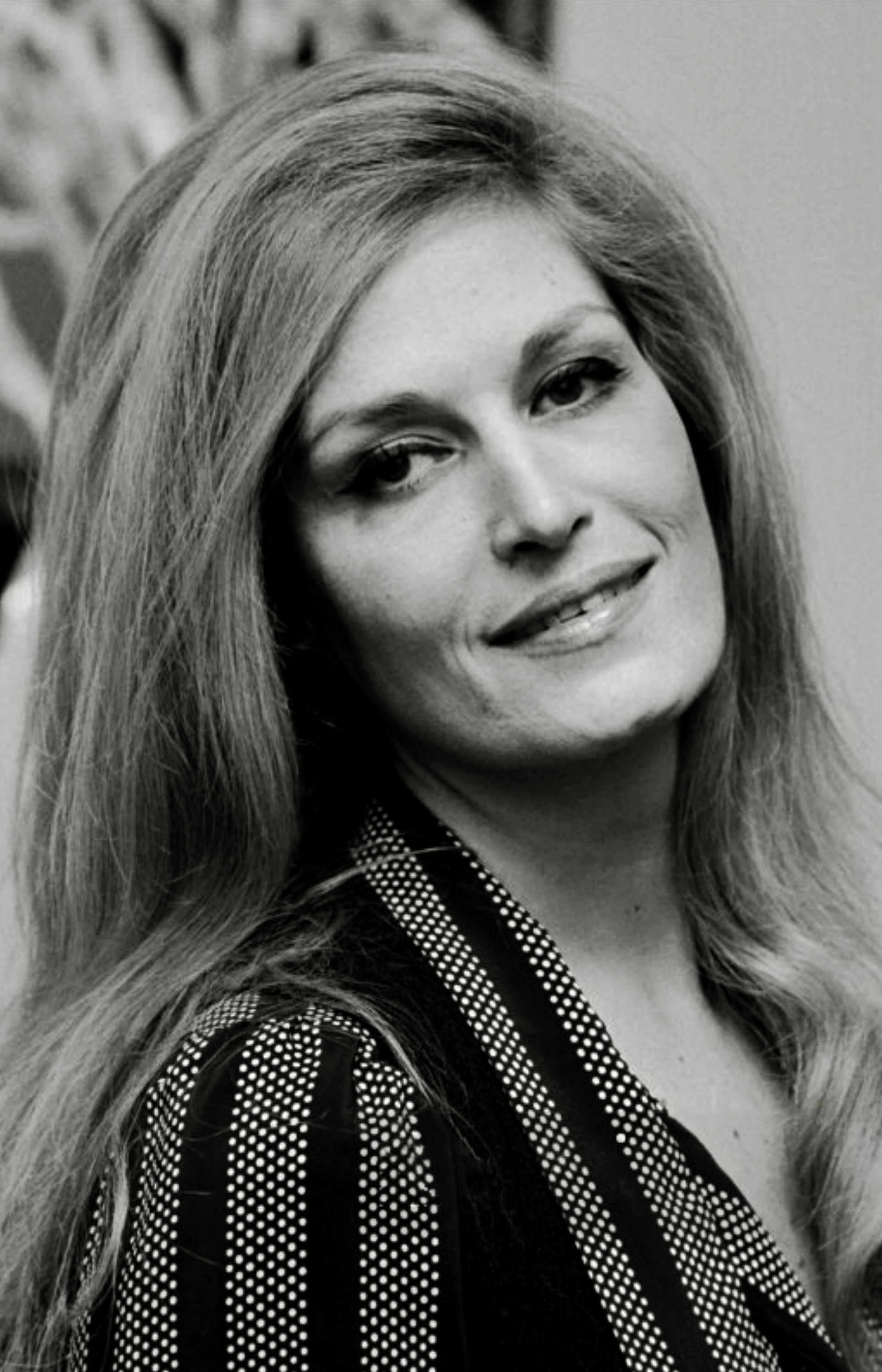
Dalida en 1974.

Le Temps d'aimer est une chanson de Dalida sortie en 1986. La chanson est un des derniers singles sortis avant le décès de la chanteuse en 1987.